# 尼科利斯科耶农村居民点 (乌斯季库边斯科耶区)
尼科利斯科耶农村居民点（俄语：Никольское сельское поселение）是俄罗斯联邦沃洛格达州乌斯季库边斯科耶区所属的一个农村居民点。其下辖有26个居民点，行政中心为尼科利斯科耶。据2015年统计，该农村居民点的人口为503人。